# LHX6
LHX6 (англ. LIM homeobox 6) – білок, який кодується однойменним геном, розташованим у людей на короткому плечі 9-ї хромосоми. Довжина поліпептидного ланцюга білка становить 363 амінокислот, а молекулярна маса — 40 045.
| 10         |  | 20         |  | 30         |  | 40         |  | 50         |
| ---------- |  | ---------- |  | ---------- |  | ---------- |  | ---------- |
| MAQPGSGCKA |  | TTRCLEGTAP |  | PAMAQSDAEA |  | LAGALDKDEG |  | QASPCTPSTP |
| SVCSPPSAAS |  | SVPSAGKNIC |  | SSCGLEILDR |  | YLLKVNNLIW |  | HVRCLECSVC |
| RTSLRQQNSC |  | YIKNKEIFCK |  | MDYFSRFGTK |  | CARCGRQIYA |  | SDWVRRARGN |
| AYHLACFACF |  | SCKRQLSTGE |  | EFGLVEEKVL |  | CRIHYDTMIE |  | NLKRAAENGN |
| GLTLEGAVPS |  | EQDSQPKPAK |  | RARTSFTAEQ |  | LQVMQAQFAQ |  | DNNPDAQTLQ |
| KLADMTGLSR |  | RVIQVWFQNC |  | RARHKKHTPQ |  | HPVPPSGAPP |  | SRLPSALSDD |
| IHYTPFSSPE |  | RARMVTLHGY |  | IESQVQCGQV |  | HCRLPYTAPP |  | VHLKADMDGP |
| LSNRGEKVIL |  | FQY        |  |            |  |            |  |            |

A: Аланін

C: Цистеїн

D: Аспарагінова кислота

E: Глутамінова кислота

F: Фенілаланін

G: Гліцин

H: Гістидин

I: Ізолейцин

K: Лізин

L: Лейцин

M: Метіонін

N: Аспарагін

P: Пролін

Q: Глутамін

R: Аргінін

S: Серин

T: Треонін

V: Валін

W: Триптофан

Кодований геном білок за функцією належить до білків розвитку. 
Задіяний у таких біологічних процесах, як транскрипція, регуляція транскрипції, диференціація клітин, нейрогенез, альтернативний сплайсинг. 
Білок має сайт для зв'язування з іонами металів, іоном цинку, ДНК. 
Локалізований у ядрі.